# Tony Pond
 International Rally
Tony Pond (23. studenoga 1945. – 7. veljače 2002.) bio je poznati britanski reli-vozač.
Nastupao je na utrkama Svjetskog prvenstva u reliju od 1974. do 1986. Nastupio je ukupno na 27 utrka, vozeći automobile momčadi Triumph, Talbot, Nissan i MG Rover. Nije zabilježio niti jednu pobjedu, a dva puta je na podiju, među prva tri.
Počeo se natjecati ranih 1960-ih, vozeći Mini Cooper S na noćnim cestovnim reli utrkama u okolici Londona koje su se održavale subotom. S istim automobilom bio je uspješan u natjecanju u manveriranju među čunjevima. Nakon što je završio kao drugi na meksičkom prvenstvu u reliju, dobio je priliku natjecati se na škotskom međunarodnom prvenstvu u reliju gdje je završio među prvih deset. Bilo je to dovoljno da dobije Ford Escort RS1600, s kojim je nastupao na utrkama britanskog reli prvenstvu, gdje je redovito završavo među prvih deset.  
Osim automobila, Pond je bio i strastveni vozač motocikala iako se nikada nije natjecao.